# Iwan Bahrjanyj

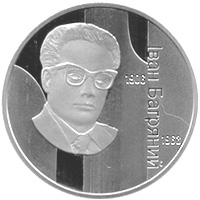
Iwan Bahrjanyj, Porträt auf einer ukrainischen Münze

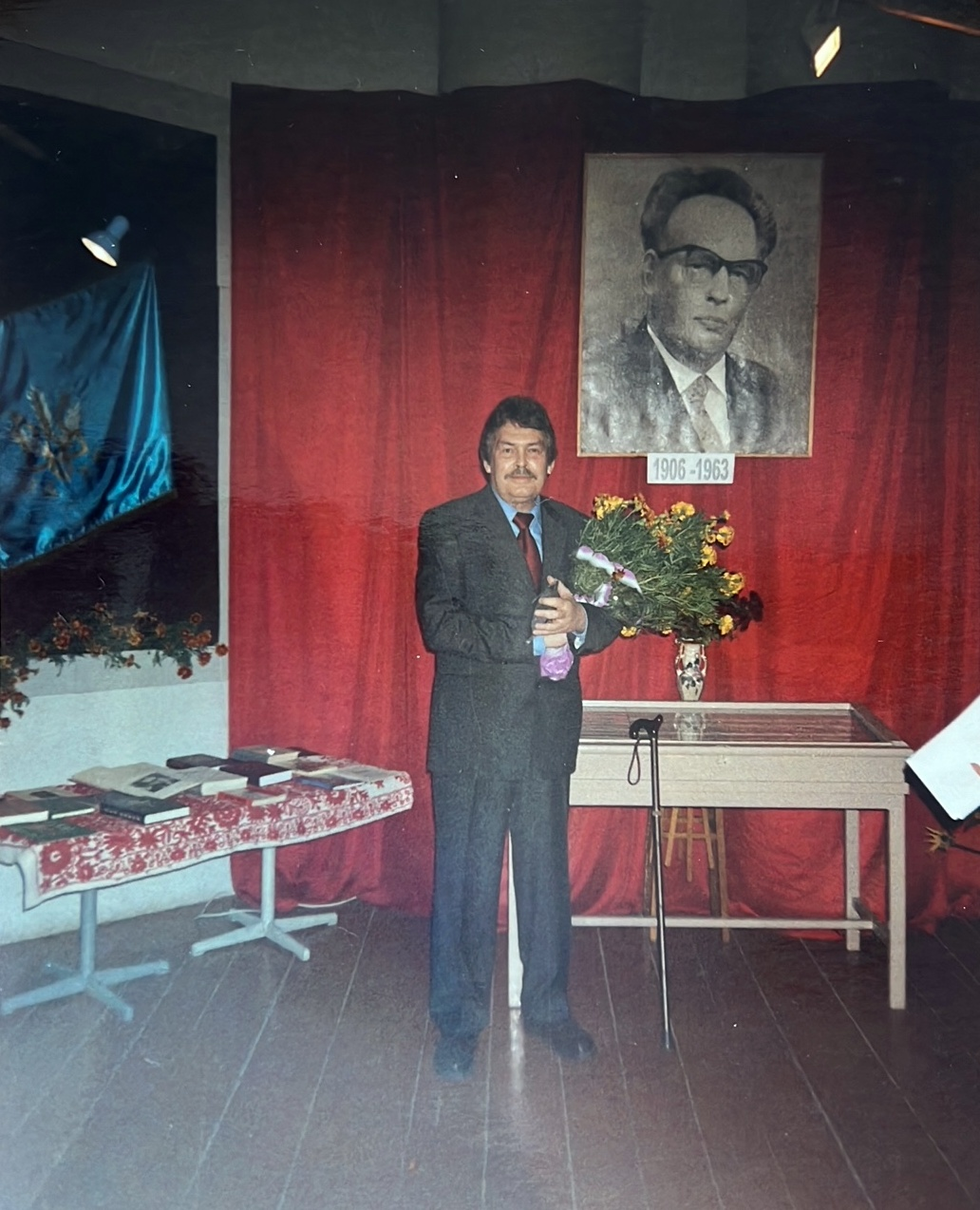
Sohn Nestor Bahrjanyj

Iwan Pawlowitsch Bahrjanyj, geboren als Losowjaha oder Losowjahin (ukrainisch Іван Павлович Багряний (Лозов'яга, Лозов'ягін); russisch Иван Павлович Багряный (Лозовяга, Лозовягин); * 19. Septemberjul. / 2. Oktober 1907greg. in Kusemyn, heute Rajon Ochtyrka, Oblast Sumy, Ukraine; † 25. August 1963 in Neu-Ulm, Bayern, Deutschland) war ein ukrainischer Dichter, Prosaschriftsteller, Publizist und Politiker. Iwan Bahrjanyj wurde 1992 posthum mit dem Taras-Schewtschenko-Preis ausgezeichnet.

## Leben

### Jugendzeit
Iwan Bahrjanyj wurde in Kusemin als Sohn eines Maurers geboren. Nach dem Mittelschulabschluss lernte Bahrjanyj ab 1920 in der Schlosserschule und danach in der Keramik- und Kunstschule.
Während des russischen Bürgerkrieges war Iwan Bahrjanyj im Kommunistischen Jugendverband (Komsomol) tätig.  1925 erklärte er seinen Austritt. Zu dieser Zeit begann  Bahrjanyj seine literarische Tätigkeit. Er trat in die literarische Vereinigung der ukrainischen Schriftsteller und Dichter „Werkstatt revolutionären Worte“ ein, wo Bahrjanyj  Walerjan Pidmohylnyj und Eugen Pluschnik näher kam. Iwan Bahrjanyj publizierte in den Zeitschriften Globus, Wseswit, Schitja j rewoluzija, Tscherwonyj schljach und anderen. Im Jahr 1930 wurde der Roman in Versen Skel‘ka (ukr. „Скелька“) veröffentlicht.

### Verhaftungen und Gefängnishaft
Iwan Bahrjanyj wurde am 16. April 1932 in Charkiw verhaftet. Die Staatsanwaltschaft erhob  Anklage wegen konterrevolutionärer Agitation in seinen Literaturwerken. Bahrjanyj saß elf Monate im Gefängnis. Am 5. Oktober 1932 wurde Bahrjanyj in die Verbannung nach Fernost geschickt. Er versuchte erfolglos aus dem Gefängnis zu entkommen, wurde wieder verhaftet und in das Arbeitslager Baikalo-Amurskij (BAM) verlegt.
Das genaue Datum seiner Rückkehr in die Heimat ist nicht bekannt, aber schon am 16. Juni 1938 wurde Bahrjanyj wegen der Teilnahme an der konterrevolutionären und nationalistischen Organisation wieder verhaftet. Am 1. April 1940 wurde Iwan Bahrjanyj aus der Haft entlassen. Die Staatsanwaltschaft konnte keine Schuld Bahrjanyjs nachweisen.

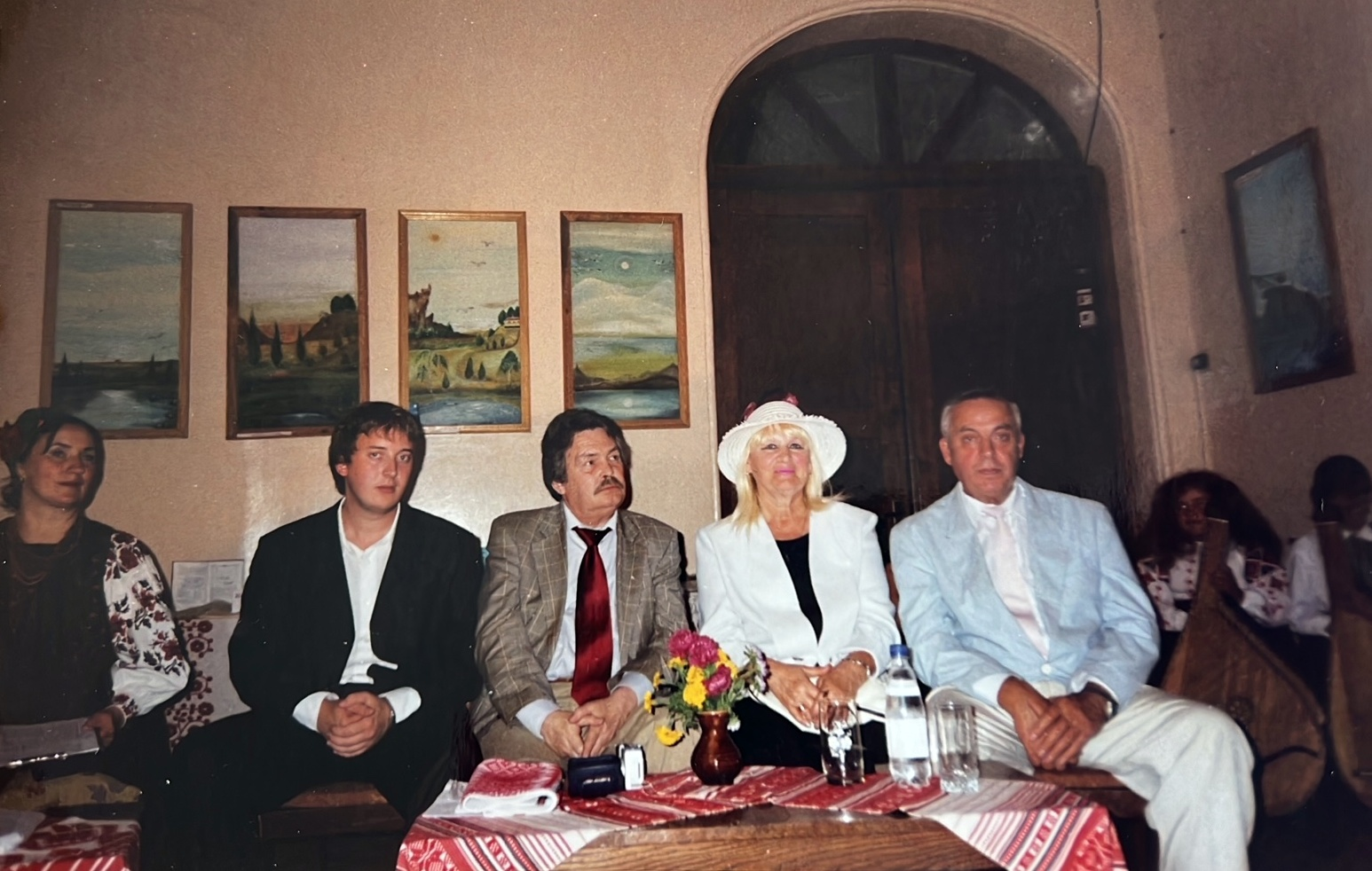
Sohn Nestor Bahrjanyj und Enkel Prohonow Dmytro

### Zweiter Weltkrieg
Iwan Bahrjanyj engagierte sich während des Zweiten Weltkrieges in der nationalen ukrainischen Bewegung. Er schrieb für die Organisation Ukrainischer Nationalisten (OUN)  Lieder, verschiedene Artikel und Programmdokumentation. Zur gleichen Zeit beschäftigte er sich  literarisch. Im Jahr 1944 schrieb Bahrjanyj die Romane Swirolovy (ukr. „Звіролови“),   Tigrolovy (ukr. „Тигролови“) und das Poem Guljai-Pole (ukr. „Гуляй-Поле“).

### Auswanderung

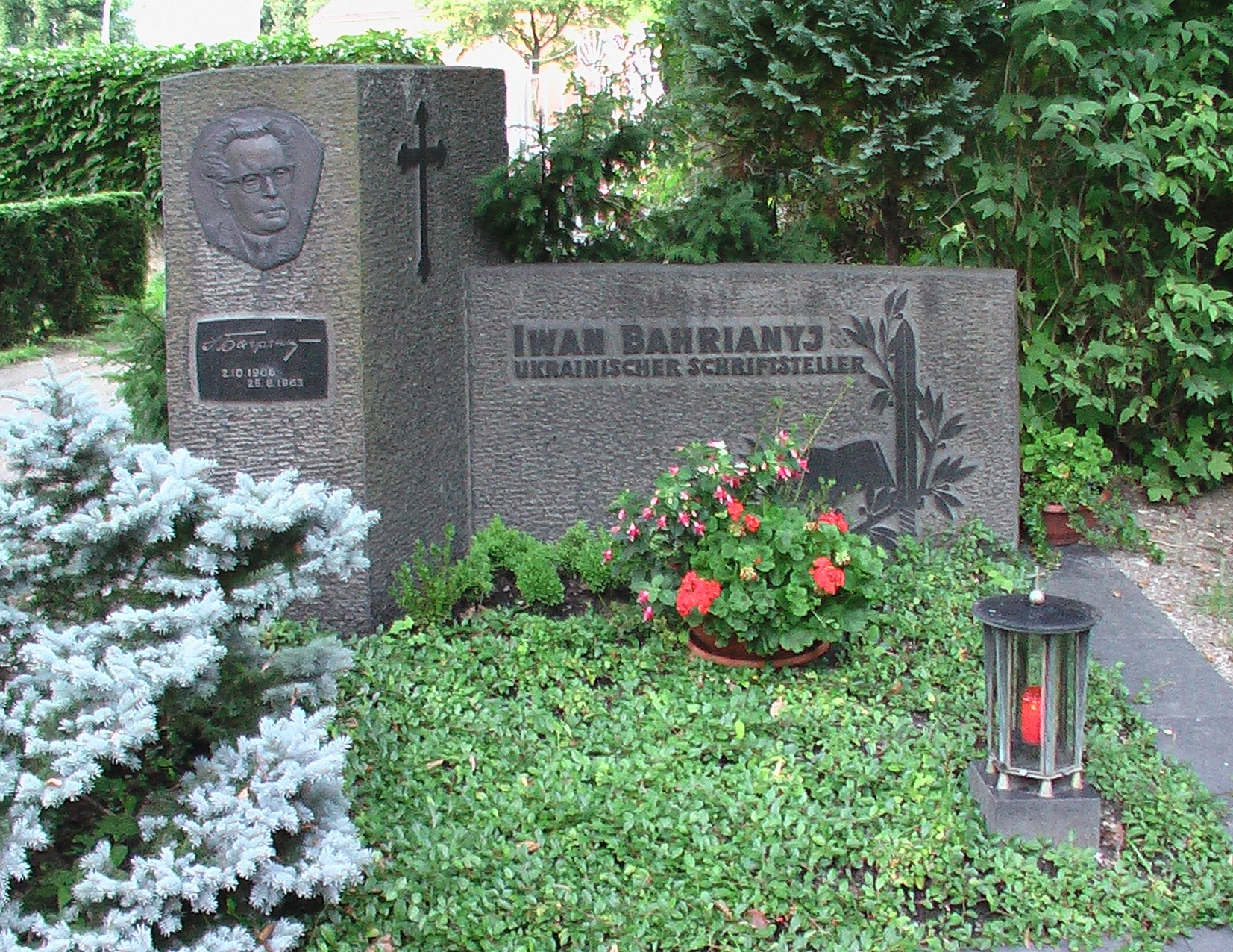
Grabstätte in Neu-Ulm

Iwan Bahrjanyj wanderte 1945 noch vor Ende des Zweiten Weltkriegs nach Deutschland aus. Nach dem Krieg schrieb Bahrjanyj die Broschüre Warum will ich nicht in die Sowjetunion zurückkehren (ukr. „Чому я не хочу повертатися до СРСР?“), in der er politische Deklarationen vorbrachte.
Bahrjanyj gründete 1948 die Ukrainische Revolutionär-Demokratische Partei. Er redigierte auch ab diesem Jahr und bis zu seinem Tod die Zeitung Ukrainische Nachrichten (ukr. „Українські вісті“).
Iwan Bahrjanyj leitete das Exekutivkomitee des Ukrainischen Nationalrates (ukr. Українська Національна Рада). Er war auch der Stellvertreter des Präsidenten der Ukrainischen Volksrepublik Stepan Witwitzkyj.
Im Jahr 1963 nominierte die Zweigstelle des Verbandes des demokratischen ukrainischen Nachwuchses in Chicago Bahrjanyj für den Nobelpreis.
Am 25. August 1963 starb Iwan Bahrjanyj. Er wurde in Neu-Ulm begraben.

## Familie
Iwan Bahrjanyj war mit Halina Trihub (1921–2004) verheiratet. Sie stammte aus der Oblast Ternopil, Ukraine. Halina Bahrjanyj fand ihre letzte Ruhestätte im Grab ihres Ehemannes auf dem Neu-Ulmer Hauptfriedhof. Kinder Nestor und Roxolana. Enkelkinder – Progonow Dmytro und Besdrabko Wolodymyr. Eltern – Pawlo Losowjaha und Jewdokija Krywuscha.
Erste Ehefrau – Antonina Sosimowa, Kinder: Borys und Natalja.
Die erste Familie blieb in der UdSSR. Der älteste Sohn Borys verurteilte 1961 die antisowjetische Tätigkeit seines Vaters im Radio.

## Werke

### Erzählungen
- Etüde, 1921 (ukr. „Етюд“)
- Madonna, 1925 (ukr. „Мадонна“)
- Hase, 1925 (ukr. „Заєць“)
- Petro Kamenjar, 1925 (ukr. „Петро Каменяр“)
- Junge, 1928 (ukr. „Пацан“)
- Hand, 1928 (ukr. „Рука“)

### Gedichte
- Mongolei, 1927 (ukr. „Монголія“)
- Festmahl der Hunde, 1928 (ukr. „Собачий бенкет“)
- Ave Maria, 1929
- Peitsche, 1928–1930 (ukr. „Батіг“)
- Gutenberg, 1928–1930 (ukr. „Ґутенберґ“)
- Komet, 1928–1930 (ukr. „Комета“)
- Anton Bida – Held der Arbeit, 1947 (ukr. „Антон Біда — герой труда“)

### Stücke
- General, 1944 (ukr. „Генерал“)
- Morituri, 1947

### Sammlungen der Poesie
- Der goldene Bumerang, 1946 (ukr. „Золотий бумеранґ“)
- Lieder (ukr. „Пісні“)

### Romane
- Felschen, 1930 (ukr. „Скелька“)
- Das Gesetz der Taiga, 1944 (ukr. „Тигролови“)
- Garten Gethsemane, 1950 (ukr. „Сад Гетсиманський“)
- Marusja Boguslawka, 1957 (ukr. „Маруся Богуславка“)
- Mann läuft über dem Abgrund, 1965 (ukr. „Людина біжить над прірвою“)

### Aufsätze
- Ukraine am Pazifik, 1944 (ukr. „Україна біля Тихого океану“)
- Auf einem neuen Weg, 1946 (ukr. „На новий шлях“)
- Warum will ich nicht in die Sowjetunion zurückkehren, 1946 (ukr. „Чому я не хочу повертатися до СРСР?“)
- Geburt des Buches, 1956 (ukr. „Народження книги“)

### Kinderliteratur
- Märchen über den Storch und Pawlik den Reisenden, 1943 (ukr. „Казка про лелек та Павлика-мандрівника“)
- Wiegenlied, 1955 (ukr. „Колискова“)
- Telefon, 1956 (ukr. „Телефон“)